# Гонсалес, Ригоберто Кастильо
Ригоберто Кастильо Гонсалес (исп. Rigoberto Castillo Gonzales; род. в 1961 году в Республике Панама) - временный поверенный в делах Посольства Республики Панама в Российской Федерации. Выпускник Российского университета дружбы народов.

## Биография
Ригоберто Кастильо Гонсалес родился в 1961 году в Республике Панама. Для получения высшего образования приехал в СССР. В 1987 году окончил факультет экономики и права Университета дружбы народов им. Патриса Лумумбы. Получил степень магистра по направлению "Международное право". Имеет диплом переводчика с русского языка на испанский и с испанского на русский язык. Обучение в Университете дружбы народов имени Патриса Лумумбы выбрал потому, что, по его словам, это дало ему возможность получить хорошее образование за границей, а затем стать востребованным специалистом у себя на родине.
После получения диплома стал работать судебным адвокатом. С 1995 по 1997 год был дипломатом, атташе, который обладал функциями Третьего Секретаря Посольства Панамы в Российской Федерации. С 1998 по 1999 год был Третьим Секретарем с функциями Министра-советника и Временного поверенного в делах Посольства и Консульства Панамы в РФ. В 2006 году стал Третьим секретарем по дипломатическим и консульским вопросам.
В 2012 году он принимал участие в Торжественной церемонии посвящения первокурсников института иностранных языков Российского университета дружбы народов.
Есть семья - жена и двое детей.